# Pehr Westerstrand
Sven Peter (Pehr) Westerstrand, född 27 februari 1785 i Ukna socken, död 23 oktober 1857 under ett besök vid Åkers krutbruk, var en svensk ämbetsman, teaterchef, sångare och författare.
Pehr Westerstrand var son till komministern Jonas Westerstrand och Charlotta Maria Hallberg. Efter studier vid Linköpings gymnasium blev han student vid Uppsala universitet 1803 och filosofie magister där 1809. 1812 blev han registrator och aktuarie vid Generallantmäterikontoret och 1813 revisor i Generalkrigskommissariatet vid svenska armén i Tyskland. Han var revisor av hannoverska regeringens räkenskaper över försträckningar till svenska armén 1814 och fältkamrer i Generalkommissariatet samma år. 1816 blev han tillförordnad kammarförvant i Statskontoret, 1817 var han kamrer vid statsutskottet, 1818 redogörare hos kommitterade för salpeterärendena och blev samma år kamrer i Statskontoret, där han blev statskommissarie 1824, vicepresident 1831 och president 1832. Han avgick 1851. Som en av hans viktigaste insatser kan räknas det av ständerna 1823 antagna formuläret till rikshuvudbok, vilket helt utarbetats av Westerstrand. I Trollhätte nya kanalverksbolag var Westerstrand ordförande från 1838. Han utgav ett par arbeten av statsvetenskaplig karaktär, Tankar om grundskatten, af icke riksdagsman (1840) och Förslag till regeringsform för Sverige af Välment (1856).
Westerstrand utsågs 1832 till chef för Kungliga Teatern, en befattning han ännu innehade 1838. Till namnet kvarstod han ännu till 1840. Westerstrand var dock inte lämpad för posten och hans tid där blev ett misslyckande. Han var även litterärt intresserad, utgav en samling terzetter, Sillsalaten, och framträdde som författare med dikter i original och i översättning. Han gjorde en fri översättning av Shakespeares Julius Caesar som han kallade Sammansvärjningen mot Julius Caesar (1839). Slutligen utgav han läroboken Handbok i Arithmetiken eller Sifferräkneläran (1850). Han blev hedersledamot av lantbruksakademien 1833.
Han var därjämte förste direktör vid Kungl. Maj:ts hovkapell och spektakler 1832–1840. Westerstrand invaldes som ledamot av första klassen nummer 229 av Kungliga Musikaliska Akademien den 2 december 1818 och var akademiens kamrerare 1829–1851. Han var även en av stiftarna av Harmoniska Sällskapet. Westerstrand, som var känd som Bellmansångare, var stormästare i Par Bricole 1833–1857. Han adlades 1842 men ätten utgick vid sonen Carl Adils död 1888.
Westerstrand var svärson till Johan Wikmanson och far till Hertha Westerstrand.